# اختبار الرخصة الطبية الأمريكي الخطوة 3
اختبار الرخصة الطبية الأمريكي الخطوة 3 (بالإنجليزية: USMLE Step 3)‏ هو المرحلة النهائية من سلسلة اختبار الرخصة الطبية الأمريكي. هو جزء من متطلبات رخصة مزاولة مهنة الطب في الولايات المتحدة الأمريكية للأطباء وخريجي الطب الدوليين. يعتبر اختبار ال USMLE Step 3 المرحلة النهائية من سلسلة اختبارات الترخيص الطبي. عموماً هو شرط أساسي لأغلبية مجالس ترخيص الدولة.
USMLE Step 3 يفحص العديد من المفاهيم التي غالباً تكون مطلوبة لتقديم الرعاية الصحية العامة للمرضى. USMLE Step 3 هو اختبار إلزامي يجب النجاح فيه للحصول على الرخصة كطبيب ممارس.يجب على خريجي الطب الدوليين النجاح باختبار ال USMLE Step 3 للحصول على تأشيرة H1 ( تأشيرة تسمح لهم بالعمل بمهنة متخصصة داخل الولايات المتحدة الأمريكية ).
75% من اختبار ال USMLE Step 3 يتكون من أسئلة الاختيار من متعدد، بينما الباقي 25% يتكون من أسئلة محاكاة الحالات السريرية. يمكنك إيجاد وصف كامل لمحتويات الاختبار في موقع USMLE. اختبارات ال USMLE Step 3 يتم تقديمها عبر الإنترنت وهي متاحة طوال السنة للممتحنين. يحتاج الممتحنين للتسجيل عبر مجلس ترخيص الدولة للاختبار.
منذ 2014 أصبح بالإمكان تقديم اختبار ال USMLE Step 3 على يومين غير متتالين، بدلاً من يومين متتاليين.